# Krölpa (Auma-Weidatal)
Krölpa is een dorp in de Duitse Landgemeente Auma-Weidatal in het Landkreis Greiz in Thüringen. Het dorp wordt voor het eerst genoemd in een oorkonde uit 1278. In 1974 werd het dorp toegevoegd aan de gemeente Muntscha, die in 1994 opging in de stad Auma. In 2011 werd het dorp deel van de landgemeente.